# Primula scotica
Primula scotica ist eine Pflanzenart aus der Familie der Primelgewächse (Primulaceae). Sie ist im Norden Schottlands beheimatet und besiedelt feuchte Weideflächen in Meeresnähe.

## Beschreibung

### Erscheinungsbild und Laubblatt
Primula scotica ist eine ausdauernde, krautige Pflanze, die Wuchshöhen von bis 9 Zentimeter erreicht. Viele Pflanzenteile sind mehlig bestäubt.
Die Laubblätter stehen in grundständigen Rosetten zusammen. Die einfache Blattspreite ist bei einer Länge von 1 bis 5 Zentimeter und einer Breite von 0,4 bis 1,5 Zentimeter elliptisch, länglich oder spatelförmig. Die Spreitenränder sind ganzrandig und zum oberen Ende hin leicht gekerbt-gezähnt. Die Blattunterseite ist meist reichlich mehlig bestäubt.

### Blütenstand und Blüte
Primula scotica bildet ein bis zwei (selten vier) mehlig bestäubte Blütenstandsschäfte mit einer Länge von 0,5 bis 6 (selten bis 9) Zentimeter aus, die endständig ein- bis sechsblütige Blütenstände tragen.
Die zwittrigen Blüten sind radiärsymmetrisch und fünfzählig mit doppelter Blütenhülle. Die fünf Kelchblätter sind zu einem 4 bis 6 Millimeter langen, eckigen und mehligen Kelch mit stumpfen Kelchzipfeln verwachsen. Die im Durchmesser 5 bis 8 (selten bis 10) Millimeter messende Krone besteht aus fünf dunkelvioletten bis zartlila gefärbten Kronblättern mit gelbem und selten weißem Schlund. Die Kronröhre ist etwa eineinhalbmal so lang wie der Kelch. Die Narbe ist undeutlich fünflappig. Es liegt Homostylie vor (die Art bildet also nur einen Blütentyp aus).

### Frucht und Samen
Die zahlreiche Samen tragende Kapselfrucht ist so lang wie der Kelch oder ragt über diesen hinaus.

### Chromosomenzahl
Die Chromosomenzahl beträgt 2n = 54.